# Tropari de Winchester
El Tropari de Winchester (anglés: Winchester Troper) és segurament el recull més antiga de música a dues veus d'Europa, juntament amb el Manuscrit de Chartres, que és si fa no fa contemporani o lleugerament posterior.

## Manuscrits
La col·lecció consta de dos manuscrits anglesos datats de cap a l'any 1000. Sembla que els van copiar i utilitzar originàriament a la Catedral de Winchester.
El manuscrit preservat a Cambridge degué ser copiat en la dècada dels 1020-1030. El Manuscrit Bodley conservat a Oxford 775 el copiarien en la dècada dels 1050.

### Cambridge, Corpus Christi College, Ms 473

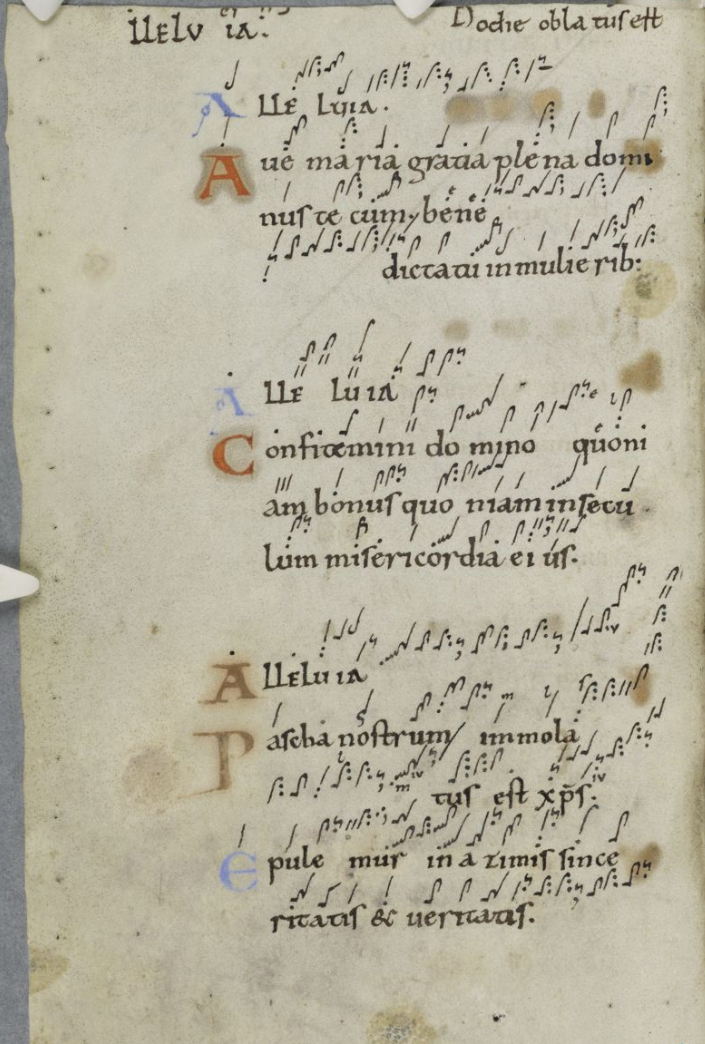
Foli 3 v del Ms 473, que conté al·leluies per a l'Epifania, la Purificació de la Santíssima Mare de Déu i Pasqua

El primer text (Cambridge, Corpus Christi College, Ms 473) es troba a la Biblioteca Parker del Corpus Christi College de Cambridge amb la clau Ms 473.
El document conté 198 folis de pergamí amb unes dimensions de 14,6 × 9,2 cm. S'estructura en 22 plecs, alternant quaternions i quinions, malgrat que els números 9 i 10 són quaternions, mentre que el 17 i 18, 20 i 21 són quinions. L'enquadernació del manuscrit complet fou restaurada el 2004. Està escrit en la major part en tinta marró fosca amb majúscules de colors; la lletra és minúscula carolina.
La notació consta de 16 línies de text en cada cara, amb neumes no diastemàtics anglesos; conté lletres significatives, i notació de lletres "instrumentals"; els textos de seqüència parcial incrustats en dues prosae estan escrits en majúscules roges (vegeu Frere, pàgs. 69, 84).
Quant als escrivans, hi ha 3 de principals segons Holschneider. El primer va escriure el tropari i els prosaris, el segon el seqüenciari i la col·lecció d'organa; el tercer s'encarregà del fascicle d'al·leluies. El treball d'aquests escrivans es localitza al vell Monestir benedictí de Winchester. El primer escriba degué viure als darrers anys del segle x, després de la mort d'Ethelwold el 984, i potser després de la institució oficial de la seua festa el 996. El segon va treballar en la primera meitat del segle següent i el tercer cap al 1050. Holschneider va suggerir que el cantor Wulfstan (folis 992-996) en compongué els organa.

### Oxford, Bodleian Library, Ms Bodley 775
El segon manuscrit es conserva a la Biblioteca Bodleiana de la Universitat d'Oxford, amb el nom de Ms Bodley 775.
El document consta de 191 folis de pergamí amb unes dimensions de 27,4 × 16,5 cm, en què el bloc escrit ocupa 21 × 11 cm. Manca un full després del foli 1 i un altre al final, després del foli 190. L'enquadernaren en fusta i cuir, del segle xii o XIII. Conserva les cobertes i el cosit de l'enquadernació originaris, que han estat reparats.
La notació utilitzada per a plasmar la música és la neumàtica adiastemàtica, no rítmica, de Winchester. Unes mans posteriors, però, van modificar aquesta notació neumàtica per neumes adiastemàtics (foli 159) o bé neumes diastemàtics de punts en pentagrames formats per 3 o 4 línies roges o de punta seca (foli 133v). Hi ha algunes lletres Notker, sobretot en la part B. Presenta una decoració d'inicial fina (foli 8) (Pächt i Alexander iii. 48, pl. V) i les majúscules apareixen alternades en verd, blau i roig.
Quant als escrivans, sembla que fou escrit en part per la mateixa mà que B. L. Cotton Tiberius C. VI, probablement de Winchester. Està escrit en tinta negra i marró amb rúbriques roges i caplletres acolorides. Alguns trops els van esborrar posteriorment i no es poden pas recuperar.
Sembla que aquest còdex fou elaborat a mitjan segle XI i les addicions en són del s. XII. Va ser escrit per al Winchester Old Minster, Hampshire, priorat catedralici benedictí de Sant Pere, Sant Pau i Sant Swithun. Aquesta procedència es dedueix del caràcter litúrgic (vegeu S.C. 2558. MLGB3: evidència litúrgica, sovint es troba en el calendari). Degué ser un dels manuscrits donats per William Harwood, prebendat de Winchester, al 1611.

## Música
La música d'aquest tropari es va considerar durant molt de temps indesxifrable, perquè només en tenim indicis rudimentaris de l'altura i la durada a causa de la utilització d'un sistema de notació musical conegut com a neumes. Alguns estudis més recents, però, realitzats originàriament per Andreas Holschneider en Die Organa von Winchester, del 1968; i seguits en la dècada dels 1990 pels de Maria Berry, Christopher Page, la professora Susan Rankin i altres, han fet possible la interpretació d'aquesta música. (Un CD de nadales extretes del tropari es pot trobar en Christmas in Royal Anglo-Saxon Winchester en el segell Herald AV Publicacions, HAVPCD151, cantat per la Schola Gregoriana de Cambridge i dirigit per Maria Berry). La professora Rankin ha editat un facsímil del manuscrit de Cambridge, amb una extensa introducció que detalla com i per què es van fer aquests llibres, i explica la complexa notació i els principis compositius de l'organum.
Aquest manuscrit és també notable perquè conté el drama litúrgic Quem quaeritis, amb música. Aquest és el drama medieval més antic que es conserva amb música, tot i que ens haja arribat també en altres manuscrits de la primeria del segle x.
El segon manuscrit conté més de 160 exemples d'organum a dues veus; segurament fou escrit per Wulfstan el cantor, ja que no pot pas haver estat l'escriba (com alguns han pensat), perquè el manuscrit fou escrit després de la seua mort.
El títol tropari fa al·lusió a la pràctica comuna en l'edat mitjana d'afegir una secció més, o trop, a un cant pla o secció de cant gregorià, fent-lo així apropiat per a una ocasió especial o festa.